# 9 to 5 (Dolly Parton)
9 to 5 è un singolo della cantante statunitense Dolly Parton, pubblicato il 3 novembre 1980, come primo estratto dal ventreesimo album in studio 9 to 5 and Odd Jobs.
Il brano è presente nel film Dalle 9 alle 5... orario continuato (Nine to Five) e nell'album 9 to 5 and Odd Jobs. In seguito è citato nell'episodio Santuario, il 12º della seconda stagione della serie tv di fantascienza The Orville. Nel 2018 è stato utilizzato per il film Deadpool 2 come una delle colonne sonore del film.
La canzone ha ottenuto la candidatura all'Oscar alla migliore canzone (1981) e quattro candidature ai Grammy Awards 1982 con due vittorie ("Miglior canzone country" e "Miglior interpretazione country vocale femminile").

## Tracce
1. 9 to 5
2. Sing for the Common Man

## Formazione
- Dolly Parton - voce, unghie
- Jeff Baxter, Martin K. Walsh - chitarre
- Abraham Laboriel - basso
- Larry Knechtel - piano
- Richard Schlosser - batteria
- Leonard Castro - percussioni
- William Reichenbach - trombone
- Tom Salviano - sassofono
- Kim S. Hutchroft - sassofono
- Jerry Hey - tromba
- Denise Maynelli, Stephanie Sprull - cori

## Classifiche
| Classifica (1980) | Posizione massima |
| ----------------- | ----------------- |
| Stati Uniti       | 1                 |